# Amaël Moinard
Amaël Moinard (Cherbourg, 2 de febrer de 1982) és un ciclista francès, professional des del 2005. Actualment corre a l'equip BMC Racing Team.
En el seu palmarès destaca una victòria d'etapa a la París-Niça de 2010.

## Palmarès
- 2004
  - Vencedor d'una etapa de la Volta al Bidasoa
- 2007
  - Vencedor d'una etapa de la Ruta del Sud
- 2008
  -  Premi de la combativitat de l'11a etapa de Tour de França
- 2010
  - Vencedor d'una etapa de la París-Niça i vencedor de la classificació de la muntanya
- 2014
  - Vencedor d'una etapa del Tour de l'Alt Var

### Resultats al Tour de França
- 2008. 15è de la classificació general
- 2009. 65è de la classificació general
- 2010. 70è de la classificació general
- 2011. 65è de la classificació general
- 2012. 45è de la classificació general
- 2013. 56è de la classificació general
- 2014. 45è de la classificació general
- 2016. 45è de la classificació general
- 2017. 32è de la classificació general
- 2018. 48è de la classificació general
- 2019. 92è de la classificació general

### Resultats al Giro d'Itàlia
- 2006. 112è de la classificació general
- 2007. 46è de la classificació general
- 2015. 15è de la classificació general

### Resultats a la Volta a Espanya
- 2009. 18è de la classificació general
- 2012. 99è de la classificació general
- 2015. 59è de la classificació general